# Люблинска митрополия
Люблинската митрополия (на полски: Metropolia lubelska) е една от 14-те църковни провинции на католическата църква в Полша. Установена е на 25 март 1992 година с булата „Totus Tuus Poloniae Populus“ на папа Йоан-Павел II. Обхваща три епархии. 
Заема площ от 28 398 км2 и има 2 431 533 верни.

## Епархии
В състава на митрополията влизат епархиите с центрове Люблин, Сандомеж и Шедълце.
- Люблинска архиепархия – архиепископ митрополит Станислав Буджик
- Сандомежка епархия – епископ Кшищоф Ниткевич
- Шедлешка епархия – епископ Кажимеж Гурда

## Фотогалерия
- „Св. св. Йоан Кръстител и Йоан Богослов“, катедрален храм на Люблинската архиепархия
- Базилика „Рождество Богородично“, катедрален храм на Сандомежката епархия
- „Непорочно зачатие на Св. Дева Мария“, катедрален храм на Шедлешката епархия